# Metal Gear Online (jogo eletrônico de 2015)
Metal Gear Online é um jogo eletrônico de ação-aventura furtiva multiplayer desenvolvido pela Kojima Productions Los Angeles e publicado pela Konami para Xbox One, Xbox 360, PlayStation 4, PlayStation 3 e Windows PC. Foi lançado em 6 de outubro de 2015 nos Consoles, e em 19 de janeiro de 2016 no Windows PC.
As primeiras informações sobre o jogo foram dadas em 5 de Dezembro de 2014, durante o The Game Awards 2014.

## Modos de jogo

No modo “Bounty Hunter”, os jogadores podem usar o sistema Fulton para capturar inimigos.

Metal Gear Online usa o mesmo esquema de controlos do jogo principal, com muitas das mesmas técnicas e equipamentos. Os jogadores podem raptar inimigos com a ajuda do Fulton, e interrogá-los. Se o jogador marcar um inimigo toda a sua equipa fica a saber a sua posição. Os jogadores também podem personalizar o seu personagem MGO com o equipamento e aparência que recuperaram do jogo principal ou então criar um novo de raiz. Os jogadores podem ter o apoio de um Companheiro ("Buddy"); quando a barra Buddy chega a 50% ou mais, o jogador pode automaticamente se colocar na localização do seu companheiro, quando chega a 100%, pode ser usado um aparelho (o E-RB Wormhole Gen) que o coloca junto do seu companheiro quando o desejar fazer. Os personagens podem ser melhorados com pontos de experiência.
Existem três classes em Metal Gear Online: os soldados Scout, que podem marcar inimigos e usam armas de longo alcance, os Enforcer que usam armas pesadas e têm muita energia e os Infiltrator que estão mais adaptados para combate em ambientes fechados usando técnicas furtivas. Ocelot e Snake são personagens jogáveis e pertencem a uma classe chamada Unique Characters. Quando um desses personagens é seleccionado no menu de missão, um jogador da equipa é escolhido aleatoriamente para ficar com esse papel. Estes personagens têm habilidades únicas e superiores, para além de terem acções e armas exclusivas.
Metal Gear Online inclui vários modos de jogo: no modo “Bounty Hunter”, é dado a cada equipa um número de "bilhetes", e esta tem de os “esvaziar” para sair vitoriosa, matando os inimigos ou capturando-os com a ajuda do Fulton. As capturas feitas com o Fulton aumenta os bilhetes dos inimigos, de acordo com o nível/reputação (Bounty Points) do inimigo capturado; o modo “Cloak and Dagger”, onde uma equipa defende um disco de dados e outra procura capturá-lo para os enviar para o ponto de evacuação. Neste modo o jogador quando morre só pode voltar a participar na próxima ronda; e “Comm Control”, onde uma equipa ataca para conquistar pontos específicos e a outra os defende. A acção decorre em cinco mapas, Jade Forest, Red Fortress, Gray Rampart, Amber Station e Black Site, este último que recria o cenário de Camp Omega de Metal Gear Solid V: Ground Zeroes.

#### Forward Operating Bases
As Forward Operating Bases podem servir para os jogadores expandir as suas operações, e ser usadas para gerar recursos para a campanha principal. Os jogadores podem personalizar a segurança, o pessoal e o aspecto das suas bases, permitindo um número infinito de configurações. Estas novas bases podem ser atacadas por outros jogadores, resultando num modo jogador-vs-jogador, em que a equipa que ataca tenta roubar recursos da equipa que defende a base. Os defensores também podem chamar os seus amigos para ajudar na defesa, especialmente se a sua base está a ser atacada durante uma missão da história.
Depois do sucesso ou do fracaso em conquistar a base, a localização da base do jogador que atacou é revelada no mapa, permitindo que o jogador que foi atacado lançe contra-ataques. O modo “Forward Operating Base” contém microtransações opcionais, e foi idealizado para ser uma experiência multijogador totalmente separada de Metal Gear Online.

## Desenvolvimento
O anúncio do jogo foi feito durante o The Game Awards 2014, com suas primeiras informações divulgando que Metal Gear Solid V: The Phantom Pain teria um modo Online tático de espionagem para esquadrões de jogadores. Lá, também foi anunciado que o desenvolvimento ficou a cargo da Kojima Productions Los Angeles, contendo um pouco de assistência de Hideo Kojima para produção do jogo.

## Lançamento
O jogo foi lançado oficialmente no Xbox One, Xbox 360, PlayStation 4, e PlayStation 3 em 6 de outubro de 2015, com a versão para Windows PC chegando somente em 2016, que após a primeira beta em 5 de janeiro, recebeu seu lançamento na plataforma em 19 de janeiro de 2016.
Metal Gear Online foi recebido de forma mista pela crítica, com muitos dizendo o que o jogo é intuitivo e interage bem em partidas casuais, mais falha quando tenta ser um jogo tático e de espionagem multijogador ao mesmo tempo.